# مدل آشکارسازی رنگ
مدل آشکارسازی رنگ ( CAM ) یک مدل ریاضی است که به دنبال توصیف جنبه‌های ادراک بینایی رنگی انسان است، یعنی شرایط دیدن که در آن بروز رنگ با اندازه‌گیری فیزیکی متناظر منبع محرک مطابقت ندارد. (در مقابل، یک مدل رنگی در فضای مختصاتی را برای توصیف رنگ‌ها تعریف می‌کند، مانند مدل‌های رنگی RGB و CMYK).
یک فضای رنگ یکنواخت (UCS) یک مدل رنگی است که به دنبال این است که ویژگی‌های رنگ‌ساز را از نظر ادراکی یکنواخت کند، یعنی فاصله فضایی یکسان بین دو رنگ برابر با مقدار یکسان تفاوت رنگ درک شده است. CAM تحت شرایط دیداری ثابت منجر به UCS می‌شود. یک UCS با مدلسازی شرایط دیدن تغییرکننده منجر به CAM می‌شود. یک UCS بدون چنین مدلسازی همچنان می‌تواند به عنوان یک CAM ابتدایی استفاده شود.

## آشکارسازی رنگ
رنگ در ذهن بیننده نشات می‌گیرد. "به طور عینی"، تنها توزیع نیروی طیفی نور است که به چشم می‌رسد. از این نظر، هر درک رنگی ذهنی است. با این حال، تلاش‌های موفقیت‌آمیزی برای ترسیم توزیع نیروی طیفی نور به پاسخ حسی انسان به روشی قابل اندازه‌گیری انجام شده است. در سال 1931، با استفاده از اندازه‌گیری‌های روان‌فیزیکی، کمیسیون بین‌المللی نورتابی (CIE) فضای رنگی XYZ  ایجاد کرد که با موفقیت دید رنگی انسان را در این سطح حسی پایه مدل‌سازی کرد.

## پدیده‌های آشکارسازی رنگ
چالش اساسی برای هر مدل آشکارسازی رنگ این است که درک رنگ انسان از نظر ارزش‌های سه تحریکی XYZ کار نمی‌کند، بلکه از نظر پارامترهای آشکارسازی آن ( فام ، کم‌رنگی، روشنایی، خود رنگ، رنگارنگی و سیبرشدگی (اشباع) ) کار می‌کند. بنابراین، هر مدل آشکارسازی رنگ نیاز به ایجاد دگرگونی (که در شرایط مشاهده نقش دارد) از مقادیر tristimulus XYZ به این پارامترهای اشکارسازی (حداقل فام، کم‌رنگی و خود رنگ) دارد.

## مدل‌های آشکارسازی رنگ
این بخش برخی از پدیده‌های آشکارسازی رنگ را که مدل‌های آشکارسازی رنگی سعی در درگیرشدن با آنها را دارند، توضیح می‌دهد.

### سازگاری رنگی
سازگاری رنگی توانایی درک رنگ انسان را برای انتزاع از نقطه سفید (یا دمای رنگ ) از منبع نور روشن هنگام دیدین یک جسم بازتابنده توصیف می‌کند. برای چشم انسان، یک تکه کاغذ سفید بدون توجه به آبی یا زرد بودن نور، سفید به نظر می‌رسد. این اساسی‌ترین و مهم‌ترین پدیده آشکارسازی رنگ است، و بنابراین یک تبدیل سازگاری رنگی ( CAT ) که تلاش می‌کند این رفتار را شبیه‌سازی کند، جزء اصلی هر مدل آشکارسازی رنگی است.

### آشکارسازی فام‌های رنگی
چندین اثر باعث تغییر درک رنگ توسط بینندۀ انسانی می‌شود:
- جابجایی فام Bezold-Brücke : فام تک‌رنگ با نورتابی تغییر می‌کند.
- اثر آبنی Abney : روشنی فام تکرنگ با افزوده‌شدن نور سفید (که انتظار می‌رود خنثی از رنگ باشد) تغییر می‌کند.

### بروز کنتراست

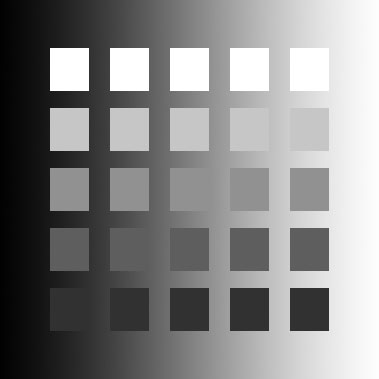
اثر بارتلسون – برنمن

چندین اثر، درک کنتراست را توسط بینندۀ انسانی تغییر می‌دهد:
- اثر استیونز: کنتراست با نورتابی افزایش می‌یابد.
- اثر بارتلسون-برنمن: کنتراست تصویر (تصاویر پرتاب‌کننده مانند تصاویر روی نمایشگر LCD) با تابش نور پیرامون افزایش می‌یابد.

### آشکارسازی رنگارنگی
اثری وجود دارد که درک روشنایی را توسط بینندۀ انسانی تغییر می‌دهد:
- جاثر هانت: رنگارنگی با نوتابی افزایش می‌یابد.

### بروز روشنایی
- اثر هلمهولتز-کوهلراش : روشنایی با اشباع افزایش می‌یابد.

### پدیده‌های فضایی
از آنجایی که پارامترهای بروز رنگ و پدیده‌های ظاهری رنگ متعدد هستند و کار پیچیده‌ای است، هیچ مدل بروز رنگی وجود ندارد که به طور جهانی اعمال شود. به جای آن، مدل‌های مختلفی به کار می‌رود.
در این بخش برخی از مدل‌های آشکارسازی رنگ که در حال استفاده هستند را فهرست می‌کند. تبدیل‌های سازگاری رنگی برای برخی از این مدل‌ها در فضای رنگی LMS فهرست شده‌اند.
- CIELAB

- مدل نایتانی و همکاران

- مدل هانت

- RLAB

- LLAB

- CIECAM97s

- IPT

- ICtCp

- CIECAM02

- iCAM06

- CAM16

### مدل‌های دیگر
OSA-UCS
SRLAB2
JzAzBz
XYB
OKLab